# فرودگاه هوناه
فرودگاه هوناه (به انگلیسی: Hoonah Airport) یک فرودگاه همگانی بهره‌برداری هوایی با کد یاتا HNH است که یک باند فرود آسفالت دارد و طول باند آن ۹۱۳ متر است. این فرودگاه در شهر هوناه، آلاسکا کشور ایالات متحده آمریکا قرار دارد و در ارتفاع ۶ متری از سطح دریا واقع شده‌است.